# Giải đấu Ứng viên 2018
Giải đấu Ứng viên 2018 là giải đấu cờ vua vòng tròn hai lượt với tám kỳ thủ tham dự diễn ra tại Berlin, Đức từ 10 tháng 3 đến 28 tháng 3 năm 2018. Fabiano Caruana của Hoa Kỳ vô địch giải, giành quyền thách đấu với đương kim vô địch thế giới, Magnus Carlsen của Na Uy, trong trận đấu tranh ngôi vô địch cờ vua thế giới năm 2018.

## Kỳ thủ tham gia
Các kỳ thủ được tuyển chọn cho Giải đấu Ứng viên là:
| Tiêu chí | Kỳ thủ                          | Tuổi tác | ELO                | Xếp hạng thế giới  |
| Tiêu chí | Kỳ thủ                          | Tuổi tác | (Tháng 3 năm 2018) | (Tháng 3 năm 2018) |
| --- | ------------------------------- | -------- | ------------------ | ------------------ |
| Á quân thế giới 2016                                                                                             | Sergey Karjakin                 | 28       | 2763               | 13                 |
| Cúp cờ vua thế giới 2017                                                                                         | Levon Aronian (vô địch)         | 35       | 2794               | 5                  |
| Cúp cờ vua thế giới 2017                                                                                         | Đinh Lập Nhân (á quân)          | 25       | 2769               | 11                 |
| FIDE Grand Prix 2017                                                                                             | Shakhriyar Mamedyarov (vô địch) | 32       | 2809               | 2                  |
| FIDE Grand Prix 2017                                                                                             | Alexander Grischuk (á quân)     | 34       | 2767               | 12                 |
| Hai kỳ thủ có xếp hạng trung bình cao nhất năm 2017 đã chơi ở Cúp cờ vua thế giới 2017 hoặc FIDE Grand Prix 2017 | Fabiano Caruana                 | 25       | 2784               | 8                  |
| Hai kỳ thủ có xếp hạng trung bình cao nhất năm 2017 đã chơi ở Cúp cờ vua thế giới 2017 hoặc FIDE Grand Prix 2017 | Wesley So                       | 24       | 2799               | 4                  |
| Ban tổ chức lựa chọn, với ELO ít nhất là 2725 trong bất kỳ danh sách xếp hạng nào do FIDE công bố vào năm 2017   | Vladimir Kramnik                | 42       | 2800               | 3                  |

## Kết quả
| Hạng | Kỳ thủ                | Elo  | Thắng | Hòa | Thua | Điểm |
| ---- | --------------------- | ---- | ----- | --- | ---- | ---- |
| 1    | Fabiano Caruana       | 2784 | 5     | 8   | 1    | 9    |
| 2    | Shakhriyar Mamedyarov | 2809 | 3     | 10  | 1    | 8    |
| 3    | Sergey Karjakin       | 2763 | 4     | 8   | 2    | 8    |
| 4    | Đinh Lập Nhân         | 2769 | 1     | 13  | 0    | 7½   |
| 5    | Vladimir Kramnik      | 2800 | 3     | 7   | 4    | 6½   |
| 6    | Alexander Grischuk    | 2767 | 2     | 9   | 3    | 6½   |
| 7    | Wesley So             | 2799 | 1     | 10  | 3    | 6    |
| 8    | Levon Aronian         | 2794 | 1     | 7   | 6    | 4½   |

Nguồn: FIDE Candidates Tournament 2018 at The Week in Chess

### Kết quả theo vòng đấu
Kỳ thủ đứng trước cầm trắng. 1–0 là trắng thắng, 0–1 đen thắng và ½–½ ván đấu hòa. Số trong ngoặc () là điểm số của kỳ thủ trước vòng đấu đó.
| Vòng 1 – 10 tháng 3 năm 2018 | Vòng 1 – 10 tháng 3 năm 2018 | Vòng 1 – 10 tháng 3 năm 2018 | Vòng 8 – 19 tháng 3 năm 2018  | Vòng 8 – 19 tháng 3 năm 2018  | Vòng 8 – 19 tháng 3 năm 2018  |
| ---------------------------- | ---------------------------- | ---------------------------- | ----------------------------- | ----------------------------- | ----------------------------- |
| Vladimir Kramnik             | Alexander Grischuk           | 1–0                          | Alexander Grischuk (3½)       | Vladimir Kramnik (3½)         | 1–0                           |
| Sergey Karjakin              | Shakhriyar Mamedyarov        | 0–1                          | Shakhriyar Mamedyarov (4½)    | Sergey Karjakin (3)           | ½–½                           |
| Levon Aronian                | Đinh Lập Nhân                | ½–½                          | Đinh Lập Nhân (3½)            | Levon Aronian (2½)            | ½–½                           |
| Fabiano Caruana              | Wesley So                    | 1–0                          | Wesley So (2½)                | Fabiano Caruana (5)           | ½–½                           |
| Vòng 2 – 11 tháng 3 năm 2018 | Vòng 2 – 11 tháng 3 năm 2018 | Vòng 2 – 11 tháng 3 năm 2018 | Vòng 9 – 20 tháng 3 năm 2018  | Vòng 9 – 20 tháng 3 năm 2018  | Vòng 9 – 20 tháng 3 năm 2018  |
| Alexander Grischuk (0)       | Wesley So (0)                | 1–0                          | Wesley So (3)                 | Alexander Grischuk (4½)       | ½–½                           |
| Đinh Lập Nhân (½)            | Fabiano Caruana (1)          | ½–½                          | Fabiano Caruana (5½)          | Đinh Lập Nhân (4)             | ½–½                           |
| Shakhriyar Mamedyarov (1)    | Levon Aronian (½)            | ½–½                          | Levon Aronian (3)             | Shakhriyar Mamedyarov (5)     | ½–½                           |
| Vladimir Kramnik (1)         | Sergey Karjakin (0)          | ½–½                          | Sergey Karjakin (3½)          | Vladimir Kramnik (3½)         | 1–0                           |
| Vòng 3 – 12 tháng 3 năm 2018 | Vòng 3 – 12 tháng 3 năm 2018 | Vòng 3 – 12 tháng 3 năm 2018 | Vòng 10 – 22 tháng 3 năm 2018 | Vòng 10 – 22 tháng 3 năm 2018 | Vòng 10 – 22 tháng 3 năm 2018 |
| Sergey Karjakin (½)          | Alexander Grischuk (1)       | ½–½                          | Alexander Grischuk (5)        | Sergey Karjakin (4½)          | ½–½                           |
| Levon Aronian (1)            | Vladimir Kramnik (1½)        | 0–1                          | Vladimir Kramnik (3½)         | Levon Aronian (3½)            | 1–0                           |
| Fabiano Caruana (1½)         | Shakhriyar Mamedyarov (1½)   | ½–½                          | Shakhriyar Mamedyarov (5½)    | Fabiano Caruana (6)           | ½–½                           |
| Wesley So (0)                | Đinh Lập Nhân (1)            | ½–½                          | Đinh Lập Nhân (4½)            | Wesley So (3½)                | ½–½                           |
| Vòng 4 – 14 tháng 3 năm 2018 | Vòng 4 – 14 tháng 3 năm 2018 | Vòng 4 – 14 tháng 3 năm 2018 | Vòng 11 – 23 tháng 3 năm 2018 | Vòng 11 – 23 tháng 3 năm 2018 | Vòng 11 – 23 tháng 3 năm 2018 |
| Alexander Grischuk (1½)      | Đinh Lập Nhân (1½)           | ½–½                          | Đinh Lập Nhân (5)             | Alexander Grischuk (5½)       | ½–½                           |
| Shakhriyar Mamedyarov (2)    | Wesley So (½)                | ½–½                          | Wesley So (4)                 | Shakhriyar Mamedyarov (6)     | ½–½                           |
| Vladimir Kramnik (2½)        | Fabiano Caruana (2)          | 0–1                          | Fabiano Caruana (6½)          | Vladimir Kramnik (4½)         | ½–½                           |
| Sergey Karjakin (1)          | Levon Aronian (1)            | 0–1                          | Levon Aronian (3½)            | Sergey Karjakin (5)           | 0–1                           |
| Vòng 5 – 15 tháng 3 năm 2018 | Vòng 5 – 15 tháng 3 năm 2018 | Vòng 5 – 15 tháng 3 năm 2018 | Vòng 12 – 24 tháng 3 năm 2018 | Vòng 12 – 24 tháng 3 năm 2018 | Vòng 12 – 24 tháng 3 năm 2018 |
| Levon Aronian (2)            | Alexander Grischuk (2)       | ½–½                          | Alexander Grischuk (6)        | Levon Aronian (3½)            | ½–½                           |
| Fabiano Caruana (3)          | Sergey Karjakin (1)          | ½–½                          | Sergey Karjakin (6)           | Fabiano Caruana (7)           | 1–0                           |
| Wesley So (1)                | Vladimir Kramnik (2½)        | ½–½                          | Vladimir Kramnik (5)          | Wesley So (4½)                | ½–½                           |
| Đinh Lập Nhân (2)            | Shakhriyar Mamedyarov (2½)   | ½–½                          | Shakhriyar Mamedyarov (6½)    | Đinh Lập Nhân (5½)            | 0–1                           |
| Vòng 6 – 16 tháng 3 năm 2018 | Vòng 6 – 16 tháng 3 năm 2018 | Vòng 6 – 16 tháng 3 năm 2018 | Vòng 13 – 26 tháng 3 năm 2018 | Vòng 13 – 26 tháng 3 năm 2018 | Vòng 13 – 26 tháng 3 năm 2018 |
| Fabiano Caruana (3½)         | Alexander Grischuk (2½)      | ½–½                          | Shakhriyar Mamedyarov (6½)    | Alexander Grischuk (6½)       | 1–0                           |
| Wesley So (1½)               | Levon Aronian (2½)           | 1–0                          | Đinh Lập Nhân (6½)            | Vladimir Kramnik (5½)         | ½–½                           |
| Đinh Lập Nhân (2½)           | Sergey Karjakin (1½)         | ½–½                          | Wesley So (5)                 | Sergey Karjakin (7)           | ½–½                           |
| Shakhriyar Mamedyarov (3)    | Vladimir Kramnik (3)         | 1–0                          | Fabiano Caruana (7)           | Levon Aronian (4)             | 1–0                           |
| Vòng 7 – 18 tháng 3 năm 2018 | Vòng 7 – 18 tháng 3 năm 2018 | Vòng 7 – 18 tháng 3 năm 2018 | Vòng 14 – 27 tháng 3 năm 2018 | Vòng 14 – 27 tháng 3 năm 2018 | Vòng 14 – 27 tháng 3 năm 2018 |
| Alexander Grischuk (3)       | Shakhriyar Mamedyarov (4)    | ½–½                          | Alexander Grischuk (6½)       | Fabiano Caruana (8)           | 0–1                           |
| Vladimir Kramnik (3)         | Đinh Lập Nhân (3)            | ½–½                          | Levon Aronian (4)             | Wesley So (5½)                | ½–½                           |
| Sergey Karjakin (2)          | Wesley So (2½)               | 1–0                          | Sergey Karjakin (7½)          | Đinh Lập Nhân (7)             | ½–½                           |
| Levon Aronian (2½)           | Fabiano Caruana (4)          | 0–1                          | Vladimir Kramnik (6)          | Shakhriyar Mamedyarov (7½)    | ½–½                           |

Nguồn: FIDE Berlin Candidates 2018 Tournament - Chess24.com